# Xã Mabel, Quận Griggs, Bắc Dakota
Xã Mabel (tiếng Anh: Mabel Township) là một xã thuộc quận Griggs, tiểu bang Bắc Dakota, Hoa Kỳ. Năm 2010, dân số của xã này là 52 người.